# 2-Metil-2-nitrozopropán
A 2-metil-2-nitrozopropán (MNP vagy t-nitrozobután) szerves vegyület, képlete (CH3)3CNO. Kék színű folyadék, a kémiai kutatásokban spincsapdaként (spin trap), azaz gyökök megkötésére használják.

## Előállítása és szerkezete
(CH3)3CNH2 (terc-butil-amin) hidrogén-peroxiddal végzett oxidációjával állítják elő nátrium-volframát katalizátor jelenlétében. A frissen desztillált anyag kék színű, illékony folyadék. Más nitrozovegyületekhez hasonlóan benne a  C-N=O kötés hajlított. Szobahőmérsékleten állva a kék folyadék dimerizáció révén színtelen szilárd anyaggá változik (op. 74-75 °C). Oldatban a dimer gyorsan visszaalakul a kék színű monomerré.

## Reakciói
Spincsapdaként használható. A molekula megköti az instabil szabad gyököket, és stabil paramágneses nitroxid gyököt képez, amelyek elektronspin-rezonanciával detektálhatóak és vizsgálhatóak. Különösen jól használható széncentrumú tirozil gyökök megkötésére.
Hatásos szabályozója a metil-metakrilát gyökös polimerizációjának a kváziélő láncreakció révén.

## Fordítás
Ez a szócikk részben vagy egészben  a(z)   2-Methyl-2-nitrosopropane című angol Wikipédia-szócikk ezen változatának fordításán alapul.  Az eredeti cikk szerkesztőit annak laptörténete sorolja fel. Ez a jelzés csupán a megfogalmazás eredetét és a szerzői jogokat jelzi, nem szolgál a cikkben szereplő információk forrásmegjelöléseként.